# Dan Lacombe
Dan Lacombe es una serie de historietas de aventuras creada en 1968 por el guionista Miquel Cussó y el dibujante Jordi Bernet para la revista belga Spirou. Su protagonista homónimo es un agente secreto.

## Creación
En 1967, José Ramón Larraz, dibujante español que llevaba años trabajando para "Spirou", puso en contacto a Miguel Cussó con sus editores belgas. Éstos aceptaron dos propuestas de Cussó: Los Guerrilleros y Dan Lacombe. La segunda de estas series fue dibujada por su sobrino Jordi Bernet, quien no dudo en abandonar para ello su trabajo en Bardon Art a causa de las mejores condiciones laborales que le ofrecían, las cuales serían el reconocimiento como autor y la devolución de los originales.

## Argumento
Dan Lacombe, es un espía del gobierno francés aficionado a cultivar orquídeas.
Primera aventura: 62 páginas. Publicada por estregas en Spirou (Dupuis), entre los números 1582 (8 de agosto de 1968) y 1612 (6 de marzo de 1969)). En España, debido al cierre de la revista, sólo se publicaron las 26 primeras páginas en "Mocambo" (1983) Editorial Metropol. En este episodio Dan debe proteger a un científico que parece tener las claves para convertir el plomo en oro.
Segunda aventura: 16 páginas. Publicada por primera vez en 1971 en el número 4 de la revista teórica "Bang!". Se reeditó, en 1975, en la revista "Chito" (1974) (números 14 y 15). En realidad es un encargo para la revista Gaceta Junior, inédito allí por la cancelación de la publicación. En esta corta aventura Dan investiga el rapto de una princesa.
En 2004 ambas son editadas en un álbum de Glénat España dentro de la colección "Jordi Bernet integral"